# Augustin Reinhard Stricker
Augustin Reinhard Stricker (* um 1680; † 1718/19? in Heidelberg) war ein deutscher Kantaten- und Opernkomponist und Vorgänger Bachs als Kapellmeister am Köthener Fürstenhof.

## Leben
Strickers Jugendjahre sind noch in Dunkel gehüllt. Möglicherweise verbrachte er einige Zeit in Italien, da das Vorwort seiner italienischen Kantaten einen Auslandsaufenthalt andeutet. Das erste belegbare Datum ist sein Dienst als „Cammer-Musicus“ in der Berliner Hofkapelle König Friedrichs I. von Preußen ab Februar 1702.
1705 heiratete er in Berlin die Sängerin Catharina Elisabeth Müller, die ihn an seine späteren Wirkungsorte begleitete und dort auch als Solistin auftrat. Im Dezember 1706 fand die Premiere seiner Oper „Sieg der Schönheit über die Helden“ anlässlich der Hochzeit des späteren „Soldatenkönigs“ Friedrich Wilhelm statt. Die Textausgabe des Berliner Hofdichters und Zeremonienmeisters Johann von Besser berichtet, dass Stricker nicht nur einen Teil der Musik komponierte, sondern auch als Gott Neptun auf der Bühne mitwirkte. Eine weitere große Festoper Bessers, „Alexanders und Roxanen Heyrath“, erschien zur dritten Vermählung Friedrichs I. im November 1708. Diesmal stammte die gesamte Komposition von Stricker. Der damals erst 14-jährige Prinz Leopold von Anhalt-Köthen wirkte als Tänzer mit. Georg Philipp Telemann wohnte beiden Aufführungen bei; auch Johann Mattheson berichtete später darüber.
Nach dem Tod Friedrichs I. im Jahre 1713 wurde die Berliner Hofkapelle aufgelöst, und einige der Musiker, darunter der Gambist Christian Ferdinand Abel, übersiedelten sofort an Leopolds Hof nach Köthen (Anhalt), wohin Stricker ihnen 1714 folgte, um als erster Kapellmeister die Leitung der dort neu gegründeten Hofkapelle zu übernehmen. Stricker verbrachte hier drei Jahre und veröffentlichte 1715 einen Band weltlicher Kantaten. Anfang 1717 verließ er Anhalt wieder. Noch im selben Jahre unterzeichnete Johann Sebastian Bach den Kontrakt als sein Amtsnachfolger.
Im Mai 1717 begegnen wir Stricker kurzfristig am Hofe in Gotha, doch schon im Juli wirkte er als kurpfälzischer „Cammer-Compositeur“ in Neuburg an der Donau an einem Pasticcio „Crudeltà consuma amore“ mit. Ein weiteres Pasticcio entstand hier im März 1718. Noch im gleichen Jahr zog er mit seiner Familie nach Heidelberg, wo sein Sohn im Dezember 1718 getauft wurde. Bald danach ist er offenbar in Heidelberg verstorben.

## Werke
- Sieg der Schönheit über die Helden (Oper, Text von Besser).  Berlin 1706
- Alexanders und Roxanen Heyrath (Oper, Text von Besser).  Berlin 1708
- Opera Prima. Erster Theil, bestehend in 6 Italienischen Cantaten à voce sola, worzu Violino oder Hautbois Solo accompagniret. Componiret von Augustino Reinhardo Stricker, HochFürstl. Anhaltscher Capell-Meister.  Cöthen: Anton Löffler 1715
- Crudeltà consuma amore (Pasticcio). Neuburg 1717
- L'amicizia in terzo overo il Dionigio (Pasticcio). Neuburg 1718
- An Instrumentalwerken sind ferner 1 Concerto und 4 Sonaten bekannt geworden.